# دانييل أرانزوبيا
دانييل أرانزوبيا أغوادو (بالإسبانية: Dani Aranzubia)، من مواليد 18 سبتمبر 1979 في لوغرونو في إسبانيا، لاعب كرة قدم إسباني سابق.
بدأ مسيرته الكروية مع نادي بلباو أثلتك في موسم 1996/1997، وشارك معهم في 5 مباريات، وفي موسم 1997/1998 انتقل إلى نادي باسكونيا، ولعب معهم 31 مباراة، وفي عام 1998 انتقل إلى نادي بلباو أثلتك، ولعب معهم حتى عام 2000، وشارك معهم في 65 مباراة، ومنذ عام 2000 وهو يلعب مع نادي أثلتك بلباو.

## مسيرته الكروية
لعب دانييل أرانزوبيا خلال مسيرته الاحترافية مع 5 أندية في ثمانية عشر موسمًا وسجل خلالها هدفًا واحدًا ضمن 444 مباراة. ولم يفز بأي موسم بالكأس وفاز في موسم واحد بالدوري.
خاض دانييل أرانزوبيا مسيرته مع نادي أتلتيك بيلباو ب في موسم 1996–97 في المرة الأولى لمدة موسم واحد ثم في موسم 1998–99 ولمدة موسمين، مشاركًا طوالها في 70 مباراة ولم يسجل أي هدف. ثم انتقل إلى نادي باسكونيا في موسم 1997–98 لمدة موسم واحد، حيث شارك في 34 مباراة ولم يسجل أي هدف أيضًا. لينتقل بعدها إلى نادي أتلتيك بيلباو في موسم 2000–01 ليلعب معه ثمانية مواسم، مشاركًا في 161 مباراة ولم يسجل أي هدف أيضًا. ثم انتقل إلى نادي ديبورتيفو لاكورونيا في موسم 2008–09 ليلعب معه خمسة مواسم، مشاركًا في 178 مباراة سجل خلالها هدفًا واحدًا. هذا وانتقل لاحقًا إلى نادي أتلتيكو مدريد في موسم 2013–14 لمدة موسم واحد، مشاركًا في مباراة ولم يسجل أي هدف.

## روابط خارجية
- دانييل أرانزوبيا على موقع الاتحاد الدولي (مؤرشف)  (الإنجليزية)
- دانييل أرانزوبيا على موقع قاعدة بيانات كرة القدم.إي يو (الإنجليزية)
- دانييل أرانزوبيا على موقع ناشيونال فوتبول تيمز (الإنجليزية)
- دانييل أرانزوبيا على موقع Soccerbase.com (لاعب) (الإنجليزية)
- دانييل أرانزوبيا على موقع Soccerway.com (الإنجليزية)
- دانييل أرانزوبيا على موقع عالم كرة القدم.نت (الإنجليزية)
- دانييل أرانزوبيا على موقع كووورة
- دانييل أرانزوبيا على موقع أوليمبيديا (الإنجليزية)
- دانييل أرانزوبيا على موقع AS.com (الإسبانية)